# Shining Force Gaiden: Final Conflict
Shining Force Gaiden: Final Conflict (シャイニング・フォース外伝 ～ファイナル コンフリクト～, Shainingu Fōsu Gaiden ~Fainaru Konfurikuto~) é um RPG tático baseado em rodadas lançado em 1995 para o Game Gear, e que ocorre entre Shining Force e Shining Force II. O jogo foi lançado depois desses dois jogos, com a intenção de interligar suas histórias. Apesar do nome, ele não tem relação direta a Shining Force Gaiden ou Shining Force Gaiden II, também lançados para o Game Gear. Ao contrário da maioria de seus predecessores, o jogo nunca foi lançado fora do Japão.[carece de fontes?] O jogo foi traduzido em inglês por fãs.

## Jogabilidade
Final Conflict tem a mesma jogabilidade dos outros jogos Gaiden, Shining Force Gaiden e Shining Force Gaiden II. O jogador avança por uma série de batalhas táticas baseadas em rodadas, com cutscenes entre elas. Entre as cutscenes, o jogador pode salvar seu progresso, promover personagens, trazer personagens derrotados de volta, e ocasionalmente comprar e vender armas e itens.
Como é o caso da maioria dos RPGs de estratégia, cada campo de batalha é dividido em uma grade xadrez onde os personagens controlados pelo jogador e os inimigos alternam a vez a cada rodada ao mover, atacar, lançar feitiços, e usar itens. Os personagens do jogador ganham pontos de experiência ao enfrentarem inimigos, e podem, atingindo o nível 10, ser promovidos a uma classe mais avançada.

## Enredo

### História
Max, líder da Shining Force do primeiro jogo, está em busca da bruxa Mishaela (servente do demônio Darksol, do mesmo jogo). Um dos colegas de Max, o robô Adam, é ferido em uma batalha contra Mishaela. A equipe de Max fica para ajudar o robô, e apenas Max e seu companheiro Ridion continuam a perseguição. Max e Ridion nunca retornam. Liderado por um homem chamado Ian, os outros membros da equipe saem em busca deles.

### Personagens
O seguinte é uma lista dos personagens mais significantes do jogo:
- Ian: Líder da equipe da Shining Force.
- Max: Anterior líder da Shining Force. Um grande herói que lutou e derrotou Darksol, e continuou a enfrentar o mal, agora seguindo os traços da servente de Darksol, Mishaela. Ele desaparece ao perseguir Mishaela, e o primeiro objetivo do jogo é encontrá-lo.
- Adam: Um robô dos Antigos, lutando ao lado de Max. Ele foi seriamente danificado em um combate em Parmecia contra Mishaela, e ficou incapaz de lutar. No entanto, ele permanece um importante conselheiro a Ian.
- Rei Galam: O líder de reino de mesmo nome. Ele dá a Ian a espada lendária Chaos Breaker, usada por Max em sua luta contra o mal. Em honra à vitória de Ian, ele renomeia a espada para Force Sword.
- Mishaela: Principal seguidora de Darksol. Foi aparentemente derrotada pelo exército de Shining Force no segundo jogo da série, mas agora sabe-se que ela apenas fingiu sua morte. Seus planos ainda são desconhecidos, mas é certo que ela está envolvida com o desaparecimento de Max. Uma mulher sagaz, maliciosa, e arrogante, com formidáveis habilidades mágicas.
- Oddeye: Um guerreiro cego a serviço do demônio Zeon (de Shining Force II). Zeon é um grande rival de Darksol, e Oddeye se junta ao Shining Force temporariamente para ajudá-los a derrotar Mishaela. Carrega consigo uma espada e uma técnica chamada “Oddeye beam”, disparando raios ao abrir seus olhos.

## Recepção
Ao ser lançado, Famicom Tsūshin deu ao jogo uma pontuação de 29 entre 40.